# Koutougou (Togo)
Pour les articles homonymes, voir Koutougou.
Koutougou est une petite ville du Togo.

## Géographie
Koutougou est situé à environ 86 km de Kara, dans la région de la Kara

## Vie économique
- Marché traditionnel

## Lieux publics
- École primaire